# Floorball-Bundesliga 2018/19 (Frauen)
Die Floorball-Bundesliga 2018/19 der Damen war die 25. Spielzeit um die Deutsche Floorballmeisterschaft auf dem Großfeld der Damen. Es gab wie bereits im vorigen Jahr wieder einen richtigen Ligamodus.
Der MFBC Grimma ging als Titelverteidiger in die Saison.

## Teilnehmer
- MFBC Grimma (Meister & Pokalsieger)
- UHC Sparkasse Weißenfels (Hauptrundenerster)
- ETV Lady Piranhhas Hamburg
- Dümptener Füchse
- FC Stern München
- SSF Dragons Bonn (Neueinsteiger[1])

## Modus
In der Hauptrunde spielte jedes Team jeweils zweimal (Hin- und Rückspiel) gegen jedes andere. In den Play-offs spielte zunächst der 2. gegen den 3. und der 1. gegen den 4. in einem Best-of-3-Modus. Die Verlierer spielten in einem Spiel den 3. Platz aus. Die beiden Gewinner ermittelten dann im Finale den deutschen Floorball-Meister.
Da nur sechs Teams teilnahmen, gab es keinen direkten Absteiger, kein Team spielte in der Relegation. Zum letzten Spiel kündigte der FC Stern München seinen Rückzug an 1. Die beiden Erstplatzierten Teams der Regionalligameisterschaft Damen
steigen direkt auf.

## Tabelle
| Pl. | Verein                       | Sp. | S | U | N  | SDS | SDN | Tore  | Diff. | Pkt. |
| --- | ---------------------------- | --- | - | - | -- | --- | --- | ----- | ----- | ---- |
| 1.  | MFBC Grimma (M, P)           | 10  | 9 | 0 | 0  | 0   | 1   | 70:26 | +44   | 28   |
| 2.  | UHC Sparkasse Weißenfels (S) | 10  | 7 | 0 | 1  | 1   | 1   | 65:31 | +34   | 24   |
| 3.  | Dümptener Füchse             | 10  | 5 | 0 | 4  | 1   | 0   | 63:52 | +11   | 17   |
| 4.  | ETV Lady Piranhhas Hamburg   | 10  | 5 | 0 | 5  | 0   | 0   | 35:44 | 0–9   | 15   |
| 5.  | SSF Dragons Bonn (N)         | 10  | 2 | 0 | 8  | 0   | 0   | 31:51 | −20   | 06   |
| 6.  | FC Stern München 1           | 10  | 0 | 0 | 10 | 0   | 0   | 12:72 | −60   | 0    |

| Legende                           |
| --------------------------------- |
| Teilnahme an den Play-offs        |
| Abstieg in die Regionalliga       |
| (M) Titelverteidiger              |
| (P) Pokalsieger                   |
| (S) Sieger der Hauptrunde 2017/18 |
| (N) Neueinsteiger                 |

## Play-offs
Alle Spiele bis auf das Spiel um Platz 3 wurden im Best-of-three-Modus gespielt.

### Halbfinale
| 23. März 2019 14:00 Uhr |  | ETV Lady Piranhhas Hamburg | 4:7 (2:1, 1:3, 1:3) Spielbericht | MFBC Grimma | Sporthalle Hoheluft, Hamburg Zuschauer: 100 |

| 30. März 2019 18:00 Uhr |  | MFBC Grimma | 7:2 (3:0, 2:2, 2:0) Spielbericht | ETV Lady Piranhhas Hamburg | Muldentalhalle, Grimma |

| 31. März 2019 14:00 Uhr |  | MFBC Grimma | entfällt | ETV Lady Piranhhas Hamburg | Jahn-Sporthalle, Leipzig |

| 24. März 2019 15:00 Uhr |  | Dümptener Füchse | 1:6 (0:1, 1:3, 0:2) Spielbericht | UHC Sparkasse Weißenfels | Sporthalle Holzstraße, Mülheim an der Ruhr Zuschauer: 81 |

| 30. März 2019 15:00 Uhr |  | UHC Sparkasse Weißenfels | 7:4 (2:0, 3:1, 2:3) Spielbericht | Dümptener Füchse | Stadthalle Weißenfels, Weißenfels Zuschauer: 85 |

| 31. März 2019 15:00 Uhr |  | UHC Sparkasse Weißenfels | entfällt | Dümptener Füchse | Stadthalle Weißenfels, Weißenfels |

### Spiel um Platz 3
| 7. April 2019 16:00 Uhr |  | Dümptener Füchse | 4:5 n. V. (0:0, 1:2, 3:2, 0:1) Spielbericht | ETV Lady Piranhhas Hamburg | Sporthalle Holzstraße, Mülheim an der Ruhr Zuschauer: 85 |

### Finale
| 6. April 2019 14:00 Uhr |  | UHC Sparkasse Weißenfels | 9:3 (2:1, 4:2, 3:0) Spielbericht | MFBC Grimma | Sporthalle West, Weißenfels Zuschauer: 153 |

| 13. April 2019 18:00 Uhr |  | MFBC Grimma | 2:10 (0:2, 2:3, 0:5) Spielbericht | UHC Sparkasse Weißenfels | Sporthalle am Rabet, Leipzig Zuschauer: 199 |

| 14. April 2019 13:00 Uhr |  | MFBC Grimma | entfällt | UHC Sparkasse Weißenfels | Sporthalle am Rabet, Leipzig |